# Menotti Corallo
Menotti Corallo (Lecce, 14 maggio 1893 – 7 luglio 1977) è stato uno scrittore e drammaturgo italiano, autore di canzoni, poesie e commedie in vernacolo leccese, nonché regista ed attore teatrale.
Oggi gli viene riconosciuto soprattutto il grande pregio di aver composto il vero "Inno alla leccesità": la famosa canzone Arcu de Pratu, di cui scrisse il testo (mentre la musica era del cugino, Gino Corallo) e che fu resa famosa da vari cantanti, ma soprattutto da tutti i salentini sparsi nel mondo.

## Biografia
Menotti nasce a Lecce il 14 maggio del 1893 da una famiglia modesta: la mamma casalinga, divenuta vedova molto presto, quando il più piccolo dei suoi figli aveva solo 2 anni, trovò in Menotti fino all’ultimo l’affettuoso sostegno, anche economico, indispensabile a portare avanti la famiglia; i fratelli e le sorelle trovarono in lui tutto l’affetto e la comprensione che il papà, venuto a mancare, non poteva dare più.
Era una persona che non si dava arie da artista, nonostante i premi ed i riconoscimenti, avuti anche da personaggi di calibro come Tito Schipa; si considerava un semplice impiegato che lavorava presso le Ferrovie del Sud Est di Lecce, ma al di fuori del lavoro, nel dopo-lavoro ferroviario o davanti alla macchina da scrivere che aveva nella sua stanza in Via Fondone Fulgenzio (oggi Via Giuseppe Mantovano), diventava un altro: la sua mente rielaborava tutto il mondo che lo circondava, e i volti delle persone che incontrava ogni giorno, con i loro sentimenti, le loro fragilità, pregi e difetti,  andavano a popolare le sue commedie, le canzoni, le poesie, e tra “pianti e risate”, raccontava la Lecce del suo tempo.

## Opere
Grazie alla sua passione aveva una grande facilità nella scrittura, come gli fu riconosciuto dal giornalista, fondatore del settimanale Voce del Sud, Ernesto Alvino, che non esitò a scrivere la Prefazione al volumetto "Canzoni Nosce" (il cui sottotitolo richiama una frase di “Arcu de Pratu”: Sona maestru), stampato dalla Tipografia La celere nel 1938, di cui è conservata una copia nella Biblioteca Roberto Caracciolo di Lecce.
Tra le sue commedie le più famose sono “Miliardi e ratatile” e “Arcu de Pratu”; esse sono state rappresentate nei contenitori più svariati: dal dopolavoro delle Poste e delle Ferrovie del Sud-Est al teatro Paisiello, dal Teatro Politeama Greco al Teatro Antoniano di Lecce fino al Circolo Cittadino: quest’ultimo ospitò la famosa recita nel settembre del 1951 in onore di Tito Schipa (Lecce 1888-New York 1965), in cui Menotti fu, come sempre, anche “capocomico”, e quindi regista e attore, e di cui esiste anche la documentazione fotografica.
Contribuì alla redazione del giornale “apolitico-umoristico-satirico-letterario” La Civetta del Sud Est, di cui fu anche Direttore. Era un giornale mensile di semplice formato, ad una pagina, al prezzo di Lire 10, finanziato dalla Società di Mutua Assistenza fra il personale delle ferrovie del Sud Est di Lecce, che iniziò le pubblicazioni nel 1945. L’archivio di Stato di Lecce ne conserva quattro copie: tre del primo anno di pubblicazione e una del febbraio 1946.

## Rappresentazioni teatrali
Menotti Corallo è morto nel sonno il 7 luglio del 1977. Dopo la sua morte le sue commedie hanno continuato ad essere rappresentate dalla Gruppo teatrale "Il Campanile" e dal Laboratorio Filodrammatico “Menotti Corallo” (sotto la regia di Don Gigi Fanciano), che ha rappresentato sia le sue commedie sia quelle di Raffaele Protopapa (Lecce 1907-1995), anche lui dipendente delle Ferrovie del Sud-Est), specializzato esclusivamente in commedie in vernacolo. Il 30 aprile 2014 è stata messa in scena la commedia “Miliardi e Ratatile” al Teatro Paisiello (reperibile su Youtube).